# Pociąg ekspresowy

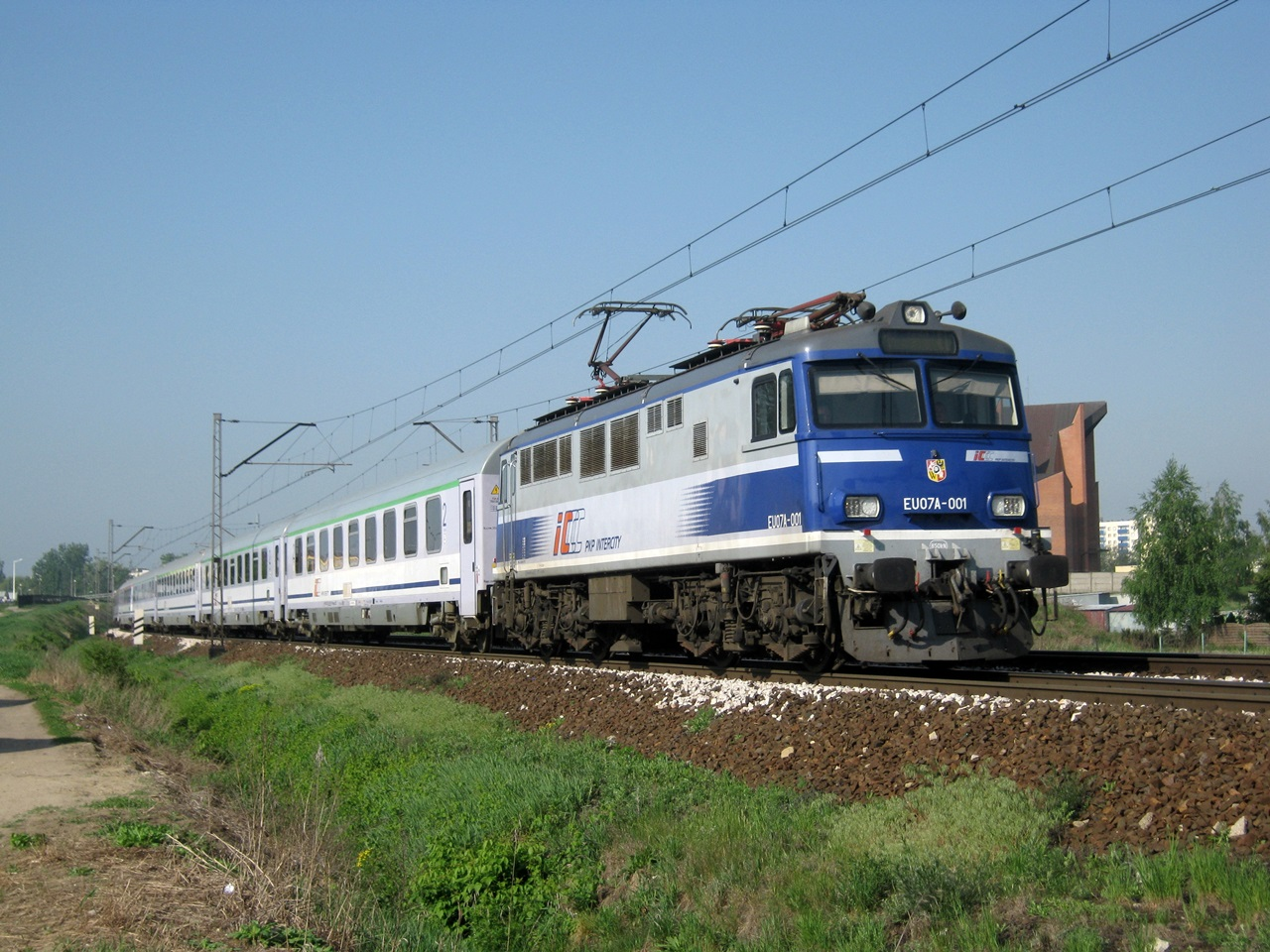
Polski pociąg ekspresowy Express Intercity „Fredro” w Koninie (2012 r.)

Pociąg ekspresowy, ekspres – określenie stosowane przez przedsiębiorstwa kolejowe i obecne w literaturze branżowej jako rodzaj i kategoria pociągów pasażerskich. 
Według definicji zaproponowanej przez Leopolda Nowosielskiego w polskim podręczniku Zarys kolejnictwa, ekspresy są kategorią dla pociągów pokonujących od kilkuset (ekspresy krajowe) do kilku tysięcy kilometrów. W warunkach polskich modelowy czas podróży na całej trasie wynosi do 5-7 godzin na trasie krajowej i do ponad doby na trasie międzynarodowej. Ze względu na czas podróży do składu pociągów ekspresowych zazwyczaj są włączane wagony restauracyjne lub barowe. Nocne ekspresy międzynarodowe prowadzą znaczną liczbę wagonów sypialnych i kuszetek. Nocne ekspresy bez miejsc do siedzenia przyjmują formę pociągów hotelowych. Dostępność ekspresów (liczba zatrzymań na stacjach i przystankach pośrednich) wg definicji Nowosielskiego jest mała, a w przypadku ekspresów międzynarodowych – bardzo mała. Ekspresy poruszają się z najwyższą prędkością dozwoloną w istniejących warunkach technicznych. Częstotliwość kursowania ekspresów może być różna, od dwugodzinnego taktu po jedno połączenie w ciągu doby.
Nie wszystkie pociągi określane w przeszłości mianem ekspresów spełniają kryteria proponowane w definicji Nowosielskiego.
W latach 60. XX wieku koleje europejskie odeszły od stosowania określenia ekspres, tworząc nowe kategorie szybkich połączeń kolejowych: InterCity, EuroCity, TGV czy Thalys.
Na przełomie XX i XXI wieku do dawnego określenia ekspres nawiązały w nazewnictwie swoich pociągów między innymi koleje niemieckie Deutsche Bahn (Intercity-Express i Interregio-Express), polskie PKP Intercity (Express Intercity Premium) oraz północnoamerykańskie Amtrak (Acela Express).

## Przykłady pociągów określanych jakoekspresy

### Grands Express Européens(CIWL)
Powstanie europejskiej sieci pociągów ekspresowych zainicjowało Międzynarodowe Towarzystwo Wagonów Sypialnych i Wielkich Ekspresów Europejskich (fr. Compagnie Internationale des Wagons-Lits et des Grands Express Européens, w skrócie: CIWL), założone w 1872 roku przez Georges'a Nagelmackersa. Towarzystwo określało swoje pociągi luksusowe mianem ekspresów, a do oferowanych przez CIWL luksusowych połączeń należał między innymi słynny Orient Express.

### Fernschnellzug(Deutsche Reichsbahn)

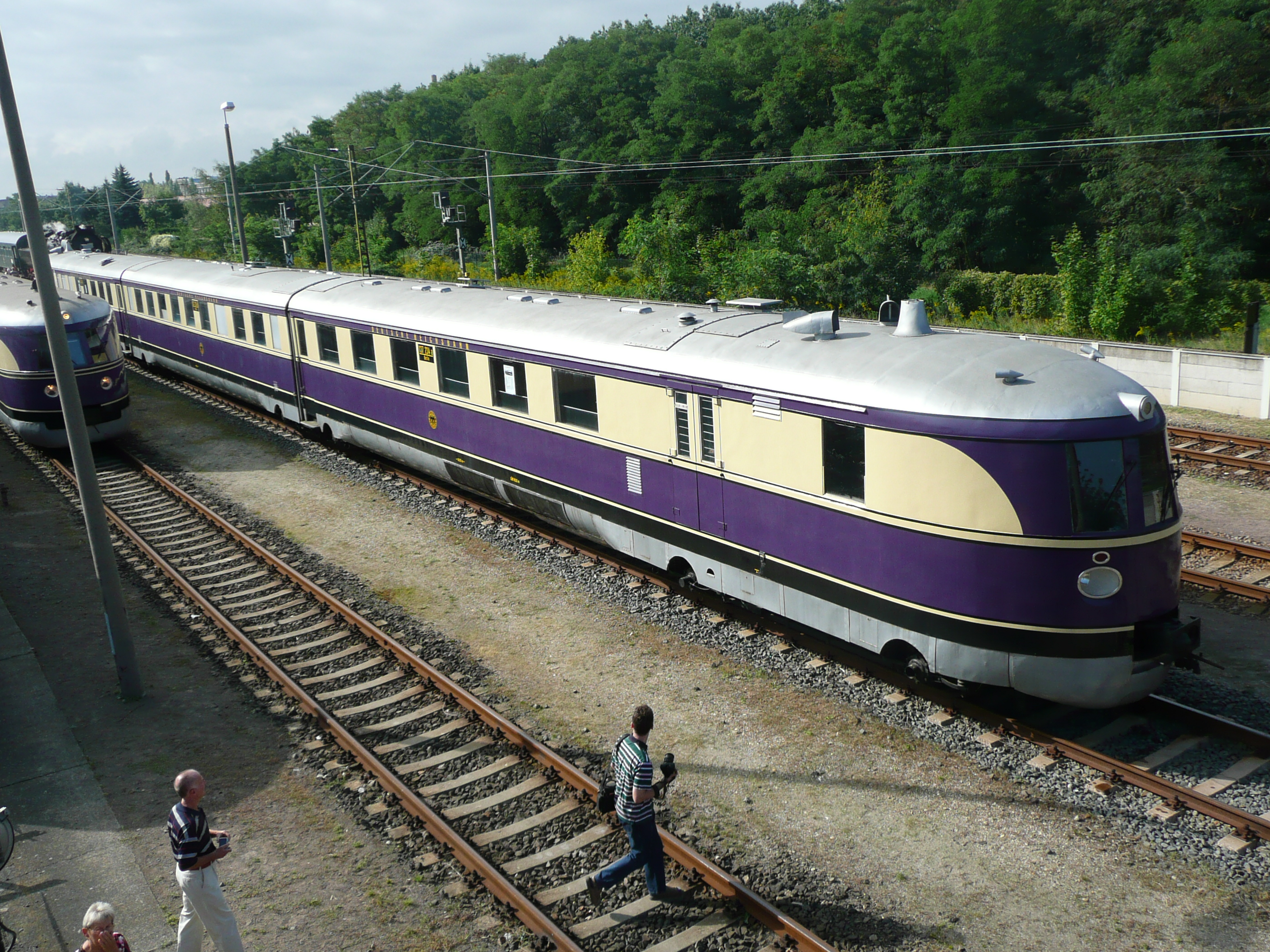
Odrestaurowany skład SVT 137 Leipzig

W 1923 roku koleje Deutsche Reichsbahn wprowadziły kategorię pociągów ekspresowych (niem. Fernschnellzug, FD), prowadzących wyłącznie wagony pierwszej i drugiej klasy. Niemieckie ekspresy były prowadzone przez parowozy o opływowych, aerodynamicznych kształtach, których prędkość maksymalna dochodziła do 150 kilometrów na godzinę.

### Fernschnellzug mit Triebwagen(Deutsche Reichsbahn)
Od 1933 roku koleje niemieckie rozpoczęły obsługę nowej kategorii: ekspresowych zespołów trakcyjnych (niem. Fernschnellzug mit Triebwagen, FDt). Nową kategorię pociągów wprowadzono po wdrożeniu spalinowych zespołów trakcyjnych (między innymi typów Hamburg, Leipzig, Köln). Pociągi nazwano latającymi (niem. Fliegender) – na tory wyruszyły m.in. „Latający Hamburczyk” i „Latający Ślązak”. Pod względem średniej prędkości na najlepszym odcinku, „Latający Kolończyk” stanowił w roku 1938 najszybszy pociąg pasażerski ówczesnego świata. Na odcinku Hanower – Hamm spalinowy zespół trakcyjny osiągał średnią prędkość 132,3 km/h, przy maksymalnej 160 km/h.

### Trans-Europ-Express(koleje zachodnioeuropejskie)
Podczas konferencji prasowej w dniu 30 października 1953 roku poinformowano o utworzeniu stowarzyszenia europejskich pociągów ekspresowych pod przewodnictwem dyrektora kolei holenderskich Franciszka Querien den Hollandera. Do stowarzyszenia przystąpiły koleje niemieckie, szwajcarskie, luksemburskie, włoskie, holenderskie, belgijskie i francuskie. Komfortowe pociągi ekspresowe rozpoczęły kursowanie w dniu 2 czerwca 1957 roku. Składy pociągów ekspresowych zostały pomalowane na kolor beżowy i czerwony, a wagony pasażerskie posiadały pierwszą klasę i były klimatyzowane. Ostatni skład ekspresowy TEE Rheingold został zlikwidowany w 1987 roku. 